# Vågsjön
Vågsjön este o arie protejată (arie specială de conservare — SAC, sit de importanță comunitară — SCI) din Suedia întinsă pe o suprafață de 40,7 ha, integral pe uscat.

## Localizare
Centrul sitului Vågsjön este situat la coordonatele 59°52′10″N 18°38′20″E / 59.8694°N 18.639°E.

## Înființare
Situl Vågsjön a fost declarat sit de importanță comunitară în iunie 2001 pentru a proteja 1 specie de plante. Situl a fost protejat și ca arie specială de conservare în martie 2011.

## Biodiversitate
Situată în ecoregiunea boreală, aria protejată conține 3 habitate naturale: Păduri fino-scandinave bogate în ierburi cu Picea abies, Ape puternic oligomezotrofe cu vegetație bentonică cu Chara spp., Taiga vestică.
La baza desemnării sitului se află o specie protejată de  plante: Buxbaumia viridis.